# André Mazon
André (Auguste) Mazon (7. září 1881 Paříž, 2. obvod — 13. července 1967, Paříž, 15. obvod) byl francouzský slavista, profesor na Collège de France (1923) a člen Académie des inscriptions et belles-lettres. Jeho díla se zaměřují na slovanské literatury a na ruskou klastickou literaturu, na českou a ruskou filologii a na slovanský folklór.

## Biografie
Studoval na Sorbonne a Karlově univerzitě, od roku 1908 postupně působil na univerzitě v Charkově, Štrasburku a Collège de France, kde založil časopis Revue des études slaves a od roku 1937 vedl Institut slavistiky.
Napsal několik knih o ruské literatuře 19. století (monografie o Gončarovovi, Turgeněvovi), o gramatice slovanských jazyků a o folklóru slovanských národů, zejména na jihozápadním Balkáně. Vydal také Turgeněvovy pařížské rukopisy. V meziválečné polemice o pravosti staroruského eposu slovo o pluku Igorově patřil mezi skeptiky, jeho tvrzení však posléze vyvrátil Roman Jakobson. Mazon je také autorem Pocty prezidentu Masarykovi u příležitosti 90. výročí jeho narození (1940).

## Vybraná díla
- Morphologie des aspects du verbe russe, 1908
- Un maître du roman russe, Ivan Gontcharov (1812–1892), 1914
- Grammaire de la langue tchèque, 1921
- Contes slaves de la Macédoine sud-occidentale, 1923
- Manuscrits parisiens d'Ivan Tourguénieff, 1930
- Documents, contes et chansons slaves de l'Albanie du sud Archivováno 14. 8. 2011 na Wayback Machine., 1936
- Hommage au président Masaryk a l'occasion du quatre-vingt-dixième anniversaire de sa naissance le 7 mars 1940
- Le Slovo d'Igor, 1940
- Grammaire de la langue russe, 1943
- Deux Russes écrivains français, 1960